# Carlos Alberto Ferreira Braga

Carlos Alberto Ferreira Braga

Carlos Alberto Ferreira Braga (* 29. März 1907 in Rio de Janeiro; † 24. Dezember 2006 ebenda), vor allem als Braguinha und João de Barro bekannt, war ein brasilianischer Liedermacher und Sänger.
Braguinha war besonders für seine Marchinha-Lieder bekannt, die er für den Karneval in Rio geschrieben hat. Viele dieser Lieder wurden zu festen Bestandteilen der brasilianischen Popmusik und werden Jahr für Jahr beim Karneval in Rio gesungen. Seine Songs wurden von bekannten Karnevalsängern, wie Carmen Miranda, interpretiert.

## Diskografie (Auswahl)
- 1929: Pra vancê/Coisas da roça
- 1929: Desengano/Assombração
- 1929: Salada
- 1930: Não quero amor nem carinho
- 1930: Dona Antonha
- 1930: Minha cabrocha/A mulher e a carroça
- 1930: Quebranto
- 1931: Mulata
- 1931: Cor de prata/Nega
- 1931: Tu juraste… eu jurei/Vou à Penha rasgado
- 1931: Samba da boa vontade/Picilone
- 1932: O amor é um bichinho/Lua cheia
- 1972: João de Barro
- 1983: João de Barro e Coisas Nossas
- 1985: Viva Braguinha
- 1998: Yes, nós temos Braguinha
- 1999: João de Barro (Braguinha) – Nasce um compositor
- 2000: João de Barro – A música do século, por seus autores e intérpretes